# Nguyễn Văn Phóng
Nguyễn Văn Phóng (sinh năm 1960) là một chính trị gia người Việt Nam. Ông nguyên là Chủ tịch Ủy ban nhân dân tỉnh Hưng Yên nhiệm kì 2016-2020.

## Xuất thân
Ông có quê quán ở tỉnh Hưng Yên.

## Giáo dục
Ông đã tốt nghiệp Đại học Nông nghiệp Hà Nội.

## Sự nghiệp
Ông Nguyễn Văn Phóng đã từng đảm nhiệm các chức vụ: Phó Chủ tịch Ủy ban nhân dân huyện Ân Thi, Chủ tịch Ủy ban nhân dân huyện Ân Thi, Bí thư Huyện ủy Ân Thi, Giám đốc Sở Tài nguyên và Môi trường Hưng Yên, Giám đốc Sở Nông nghiệp và Phát triển nông thôn Hưng Yên, Trưởng Ban Nội chính Tỉnh ủy, Trưởng Ban Tổ chức Tỉnh ủy, Phó Bí thư Tỉnh ủy Hưng Yên.
Ngày 10/12/2015, HĐND tỉnh Hưng Yên khóa XV đã bầu ông Nguyễn Văn Phóng, Phó Bí thư tỉnh ủy, giữ chức Chủ tịch UBND tỉnh Hưng Yên nhiệm kỳ 2011 - 2016.
Tại kỳ họp thứ Nhất, HĐND tỉnh Hưng Yên khóa XVI, ngày 29/6, ông Nguyễn Văn Phóng đã tái đắc cử làm Chủ tịch UBND tỉnh Hưng Yên nhiệm kỳ 2016-2021.
Tại kỳ họp thứ 14, HĐND tỉnh Hưng Yên khoá XVI ngày 30/11/2020, ông Nguyễn Văn Phóng được miễn nhiệm chức danh chủ tịch tỉnh Hưng Yên do đến tuổi nghỉ hưu.